# Афинские демократические войны
Афинские демократические войны — борьба афинян против тирании Писистратидов, олигархии и иностранной интервенции.

## Тирания Писистратидов
Тирания Писистрата и его сыновей была сравнительно мягкой, правители старались не озлоблять народ и аристократию, и даже представителей враждебных родов допускали к занятию высших государственных должностей. Так глава семьи Алкмеонидов Клисфен был в 524 до н. э. архонтом.
После убийства Гиппарха Гармодием и Аристогитоном его брат Гиппий усилил репрессии против оппозиции, по словам Аристотеля, он, «мстя за брата, многих перебил и изгнал и вследствие этого стал всем внушать недоверие и озлобление». Противники режима из числа аристократов были вынуждены эмигрировать, в частности, Алкмеониды перебрались из Афин в Дельфы.
Как полагают, после того как персы в 514—513 до н. э. заняли фракийское побережье, Писистратиды лишились своих золотых рудников, которые приносили большие доходы и позволяли не обременять афинское население податями. Теперь положение изменилось, и в результате тирания становилась все менее популярной.

## Поражение Алкмеонидов
Алкмеониды пытались своими силами свергнуть Гиппия, предприняли, по словам Аристотеля, несколько попыток, но всякий раз терпели неудачу. О наиболее значительной попытке упоминает также Геродот. Проникнув на территорию Аттики, противники тирании укрепились в местечке Липсидрий на Парнефе, куда к ним подтянулись сторонники из города, но через некоторое время потерпели жестокое поражение от войск тирана и бежали за границу.
Об этом поражении позднее распевали песенку:

Ах, Липсидрий, ах, друзей предатель!

Ты каких воителей отважных

Погубил там — знать-то все какую.

Впрямь они там род свой оправдали!

— Аристотель. Афинская полития, 19, 3.

## Алкмеониды и Дельфийский оракул
Потерпев неудачу, Алкмеониды изменили тактику. Они взяли подряд на строительство нового храма Аполлона в Дельфах и соорудили более пышное здание, чем полагалось по договору, с фасадом из паросского мрамора вместо туфа. Пифию они подкупили и всякий раз когда спартанцы, и государство и частные лица, обращались за пророчеством, оракул добавлял к своему ответу, что они должны освободить Афины.
Через некоторое время спартанцы, хотя и находились в дружбе с Писитратидами, решили не гневить божество и снарядили экспедицию в Аттику. Подобное объяснение перемены политического курса казалось малоубедительным уже в древности, и Аристотель предположил, что на решение свергнуть тиранию повлияли связи Афин с враждебным Спарте Аргосом.

## Экспедиция Анхимолия
В 512/511 до н. э. в Аттику была направлена экспедиция во главе с неким Анхимолием, которого Геродот называет «весьма влиятельным человеком». Спартанский отряд отправился морем и высадился в Фалерах. Гиппий был хорошо осведомлен о планах Спарты и успел призвать на помощь своих фессалийских союзников, направивших тысячу всадников во главе с царем Кинеем из Кония.
На Фалерской равнине были вырублены деревья, чтобы конница могла развернуться, и спартанцы сразу после высадки были атакованы, разбиты и с большими потерями отброшены к кораблям, а их предводитель погиб.
Исследователи полагают, что отряд Анхимолия был небольшим, и спартанцы надеялись на поддержку афинских противников Писистратидов.

## Поход Клеомена
Ощущая непрочность своего положения, Гиппий начал строительство крепости на побережье, на горе Мунихии, рассчитывая отсидеться там в случае мятежа, но не успел его завершить до начала нового вторжения.
Поражение Анхимолия нанесло удар по спартанскому престижу, поэтому летом 510 года до н. э. была снаряжена новая экспедиция, во главе которой был поставлен царь Клеомен I. На этот раз спартанцы двинулись по суше, фессалийская конница не смогла одолеть гоплитскую фалангу и, потеряв в бою 40 человек, покинула Аттику и вернулась на родину.
Спартанцы и их афинские союзники вступили в Афины, заняли нижний город, а тиран укрылся в Пеларгической крепости, где рассчитывал спокойно дождаться ухода противника. Геродот полагает, что спартанцы и в самом деле вскоре убрались бы восвояси, если бы в руки осаждающих не попали дети Писистратидов, которых тайно пытались вывезти из Аттики в безопасное место.

## Свержение тирании. Борьба Клисфена и Исагора
В обмен на освобождение детей Гиппий согласился капитулировать и покинуть Аттику в течение пяти дней. Он уехал в Сигей, где правил его брат Гегесистрат, а в освобожденных Афинах началась борьба за власть между аристократическими группами Клисфена и Исагора, о предках которого Геродот ничего не смог узнать.
Исагор, который, по мнению историков, представлял людей, в прошлом лояльных тирании, взял верх и был избран архонтом на 508/507 до н. э.
Клисфен остался членом ареопага, но эта коллегия состояла, в основном, из людей, занимавших государственные должности при тирании, и не могла стать орудием для борьбы с Исагором. Не видя другого выхода, Клисфен решился на радикальный шаг — он обратился прямо к народу, вероятно, предложив в народном собрании изменить форму государственного устройства, путём введения исономии — политического равноправия, не позволявшего правительству принимать важные решения без одобрения народного собрания.
Архонтом на следующий год был избран некий Алкмеон, предположительно, родственник Клисфена, что означало поражение группировки Исагора. После того, как народное собрание одобрило первые реформы Клисфена, его противник обратился за помощью к Клеомену, с которым со времени осады Афин был связан узами гостеприимства. Говорили также, что его жена состояла в связи со спартанским царем, и кое-кто даже предполагает, что она могла вступить в неё по указанию мужа. Даже если это были пустые сплетни, распускаемые афинянами, они должны были скомпрометировать политику Клеомена.

## Ультиматум Клеомена. Интервенция
По совету Исагора Клеомен направил в Афины глашатая с требованием изгнать из города Алкмеонидов и другие семьи, запятнанные «Килоновой скверной».
Очевидно, позиции Клисфена были не слишком надежными и он, не дожидаясь прибытия спартанцев, тайно бежал из города. Около середины лета 507 до н. э. Клеомен с небольшим отрядом вступил в Афины и изгнал еще 700 семей, на которые ему указал Исагор. Затем была предпринята попытка установления олигархии: было объявлено о роспуске совета (Геродот и Аристотель не пишут, какого именно, но предполагается, что совета четырехсот) и передаче всей власти группе из 300 сторонников Исагора.

## Осада Акрополя
Это уже была прямая попытка переворота при иностранной поддержке, и совет отказался подчиняться. Объединившись с народом, он выступил против Исагора; тот вместе с Клеоменом укрепился на Акрополе, где был осажден афинянами. На третий день осажденные сдались, Клеомен покинул Афины, а приверженцы Исагора были арестованы и казнены.
Самому Исагору с частью сторонников, вероятно, удалось бежать из Аттики.
Неудачу Клеомена Геродот объясняет в своем характерном стиле, рассказывая об очередном святотатстве, которое совершил страдавший, по его мнению, психическим расстройством спартанец. Якобы он захотел войти в святилище Афины на Акрополе, и жрица пыталась ему помешать, сказав: «Назад, чужеземец из Лакедемона! Не вступай в святилище! Ведь сюда не дозволено входить дорийцам!» А тот возразил: «Женщина! Я — не дориец, а ахеец», и все-таки вошел.
Клисфен и прочие изгнанники были возвращены, после чего в Афинах были проведены демократические преобразования.

## Попытка союза с Персией
Опасаясь новой спартанской интервенции, правительство направило послов в Сарды, чтобы заключить союз с Персией. Сатрап Артаферн поставил условием предоставление царю «земли и воды», то есть формальное подчинение, и послы согласились. По словам Геродота, сделали они это на свой страх и риск, и по возвращении «подверглись суровому осуждению». По мнению исследователей, маловероятно, чтобы послы самостоятельно приняли решение отказаться от суверенитета, и более вероятно, что их действия были дезавуированы правительством, так как немедленного спартанского вторжения не произошло.

## Коалиционное вторжение
Для свержения афинской демократии Клеомен организовал целую коалицию. По словам Геродота, он намеревался поставить тираном в Афинах Исагора, но о действительной цели похода умалчивал, так как она шла вразрез с традиционной тираноборческой пропагандой Спарты.
Весной 506 до н. э. армия Пелопоннесского союза вторглась в Аттику и заняла Элевсин, беотийцы захватили Эною и Гисии, а халкидяне переправились через пролив и совершали набеги на северо-восточное побережье Аттики.
Афиняне выступили против сильнейшего врага, но когда их войско подошло к Элевсину, коринфяне вышли из коалиции под предлогом того, что война носит несправедливый характер. Действительной причиной, вероятно, было стремление сохранить политическое равновесие по обе стороны от Истма, ибо в случае утверждения в Афинах проспартанского режима Коринф терял преимущества своего ключевого положения.
Спартанскими войсками командовали оба царя, но Демарат вступил в конфликт с коллегой, и вслед за коринфянами отказался участвовать в войне и вернулся домой. Для спартанского правительства это был такой конфуз, что с тех пор совместное командование двух царей было запрещено законом. Остальные члены союза, видя такое несогласие, также вышли из войны.

## Война с Фивами и Эвбеей
Избавившись от спартанской угрозы, афиняне двинулись войной на Халкиду. Беотийцы поспешили на помощь союзникам и подошли к Эврипу. Афинское войско, узнав об этом, развернулось и атаковало их, полностью разгромив, нанеся большие потери и взяв в плен 700 человек. В тот же день они форсировали пролив и учинили халкидянам такой разгром, что смогли вывести на земли олигархов-гиппоботов (Геродот поясняет, что так называют халкидских «толстопузов») 4000 своих клерухов.
Было захвачено множество пленных, которые присоединились к беотийцам. Позднее все они были отпущены за выкуп в две мины, а оковы, что с них сняли, афиняне повесили на акрополе. На десятую часть выкупа Афине посвятили медную квадригу, поставленную при входе в Пропилеи. На её базе была помещена эпиграмма:
Фрагмент от этой базы, с частично сохранившейся надписью, уцелел после того, как статуя погибла во время персидского нашествия, и был обнаружен археологами.
После победы могущество Афин стало быстро возрастать, и Геродот объясняет это преимуществами демократического строя.

Ясно, что равноправие для народа не только в одном отношении, но и вообще — драгоценное достояние. Ведь, пока афиняне были под властью тиранов, они не могли одолеть на войне ни одного из своих соседей. А теперь, освободившись от тирании, они заняли безусловно первенствующее положение. Поэтому, очевидно, под гнетом тиранов афиняне не желали сражаться как рабы, работающие на своего господина; теперь же после освобождения каждый стал стремиться к собственному благополучию.— Геродот. V, 78
.

## Пролог греко-персидских войн
Фиванцы попытались взять реванш за поражение, испросили совета у Дельфийского оракула, но не смогли его истолковать и снова были разбиты. Единственное, чего они достигли — втянули Эгину в необъявленную войну с Афинами.
Спартанцы, наблюдая за происходящим, опасались дальнейшего роста афинского могущества и предложили своим союзникам восстановить у власти Гиппия, которого в 504 до н. э. специально вызвали из Сигея и пригласили на собрание союза. По словам Геродота, Спарту побуждало к действию еще одно обстоятельство: Клеомен обнаружил на акрополе сборник оракулов, который составили Писистратиды, и они, якобы, предрекали спартанцам в будущем большие бедствия от афинян.
Однако, попытка создать новую коалицию наткнулась на решительное противодействие коринфского представителя Сокла, к которому присоединились и другие члены союза. Гиппий в ответ изрек мрачное пророчество, предупредив коринфян, что они будут иметь от Афин больше неприятностей, чем кто-либо другой. «Так мог говорить Гиппий потому, что никто на свете не знал так точно прорицаний оракулов, как он».
Ничего не добившись, бывший тиран направился ко двору Артаферна и начал настраивать персов против афинян. Те также отправили послов в Сарды, и сатрап потребовал, чтобы они приняли Гиппия назад. По словам Геродота, отказавшись, они «твердо решились открыто воевать с персами».